# Dhanera
Dhanera é uma cidade e um município no distrito de Banas Kantha, no estado indiano de Gujarat.

## Geografia
Dhanera está localizada a 24° 31′ N, 72° 01′ L. Tem uma altitude média de 128 metros (419 pés).

## Demografia
Segundo o censo de 2001, Dhanera tinha uma população de 22 183 habitantes. Os indivíduos do sexo masculino constituem 52% da população e os do sexo feminino 48%. Dhanera tem uma taxa de literacia de 55%, inferior à média nacional de 59,5%: a literacia no sexo masculino é de 67% e no sexo feminino é de 42%. Em Dhanera, 18% da população está abaixo dos 6 anos de idade.